# Poienarii de Argeș
Poienarii de Argeș est une commune du județ d'Argeș en Roumanie.

## Démographie
En 2021, la population était de 923 habitants.